# Forside (mobil)
| Velkommen til Wikipedia, den frie encyklopædi som alle kan redigere. |

Gunnar Gunnarsson (1889-1975) var en islandsk forfatter, som mest skrev på dansk. Hans hovedværker er de historiske romaner Borgslægtens Historie (1912-1914) og Kirken paa Bjærget (1923-1928). Derudover blev især Svartfugl (1929) vel modtaget og fik anmelderros af blandt andet af Otto Gelsted i tidskriftet Ekko. 
Gunnar Gunnarsson var søn af en landmand, og hans mor døde, da han var otte år gammel. Dette mærkede ham for livet, og et tilbagevendende tema i hans bøger er  netop, at en idyllisk verden knuses. 
Han debuterede som 17-årig med en digtsamling, og snart efter drog han til Danmark, hvor han gik på Askov Højskole. Snart efter ernærede han sig som forfatter, og handlingen i hans bøger var altid henlagt til Island, skønt han blev dansk gift og boede i Danmark frem til 1939. Ud over egne bøger oversatte han islandske værker som Salka Valka af Halldór Laxness til dansk. 
- Arkæologer annoncerer fundet af Melsonby-skatten med en enorm samling jernaldergenstande fundet i North Yorkshire, England.
- Den tidligere socialdemokratiske minister Henrik Sass Larsen (billedet) tiltales for besiddelse af børnepornografisk materiale. Han nægter sig skyldig.
- Mere end 500 palæstinænsere bliver dræbt under Israelske angreb på Gazastriben, hvilket bryder våbenhvilen.
- Ved årets bodilprisuddeling modtager Sidse Babett Knudsen den nye pris for bedste hovedrolle.
- Mark Carney afløser Justin Trudeau som Canadas premierminister.

Den 26. marts: nationaldag i Bangladesh
- 1523 - Frederik 1. bliver hyldet som konge på Viborg landsting.
- 1979 - Anwar Sadat, Menachem Begin og Jimmy Carter underskriver Den ægyptisk-israelske fredsaftale (billedet) i Washington D.C.
- 1998 - Ivar Hansen bliver efter lodtrækning med Birthe Weiss formand for Folketinget.

- 26. marts – Kjeld Nørgaard, dansk skuespiller (født 1938)
- 21. marts – George Foreman (billedet), amerikansk bokser (født 1949)
- 14. marts – Dag Solstad, norsk forfatter (født 1941)
- 13. marts – Sofija Gubajdulina, tatarsk/russisk komponist (født 1931)
- 11. marts – Ole Wegener, dansk skuespiller (født 1936)

Fra Wikipedias nyeste artikler…
- ... udvindingen af kryolit fra minen i Ivittuut toppede i 1943 med 80.000 tons?
- ... Congo-bassinet har den højeste lynnedslagsfrekvens på hele jordkloden?
- ... latterfuglens (billedet) voksne unger hjælper med til at udruge dens æg?
- ... tre ud af de ti største virksomheder i Danmark har hovedsæde i Jylland?

| |
| NGC 281 er en lysende stjernetåge i den nordligste del af Cassiopeia, 9200 lysår fra Solsystemet. Den delvise overlejring af en mørk stjernetåge får den til at ligne en Pac-Man-figur. |